# Vorderer Meßhof
Vorderer Meßhof, auch Vorderer Messhof und Oberer Meßhof, ist ein Wohnplatz auf der Gemarkung des Külsheimer Stadtteils Steinbach im Main-Tauber-Kreis im fränkisch geprägten Nordosten Baden-Württembergs.

## Geographie

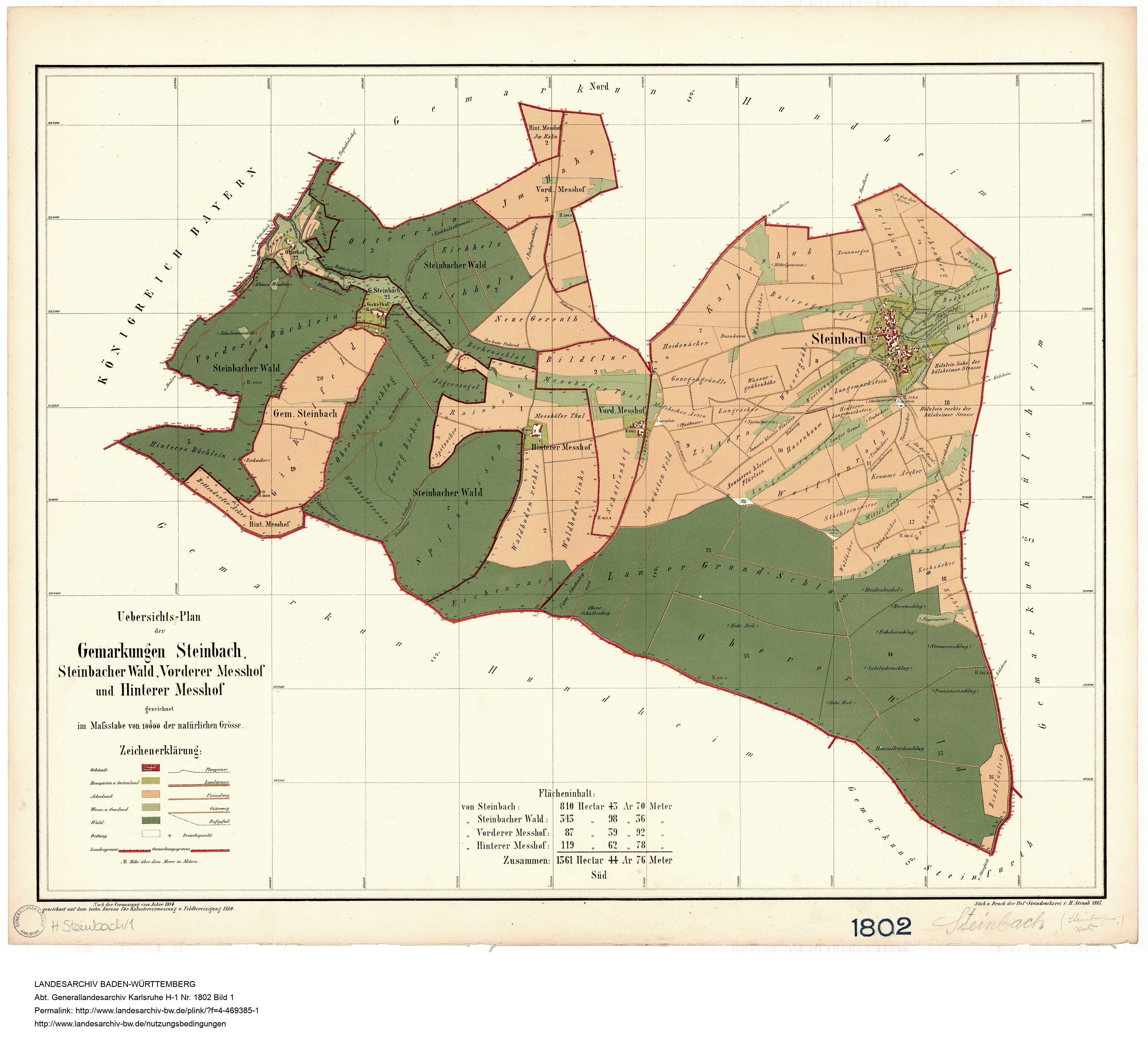
Der Hintere Meßhof auf einem Gemarkungsplan von Steinbach nach einer Vermessung aus dem Jahre 1884

Der Vorderer Meßhof ist über die im Stadtteil Steinbach von der Zwerggasse abzweigende Hofstraße zu erreichen, die bis zum unweit entfernten Wohnplatz Hinterer Meßhof weiterführt.

## Geschichte
Der Ort wurde im Jahre 1481 erstmals urkundlich als Vordem Messpach erwähnt. Auch die Bezeichnung Oberer Meßhof tauchte auf. Es handelt sich um eine Rodungssiedlung des Hochmittelalters. Im Jahre 1765 wurde der Ort durch die Freiherren von Bettendorff an die Löwenstein-Wertheim-Rosenberg verkauft.
Nach wechselvoller Geschichte gehören der Vordere und Hintere Meßhof zur Gemarkung von Steinbach. Steinbach wiederum wurde zum 1. Januar 1975 ein Stadtteil von Külsheim.

## Kleindenkmale

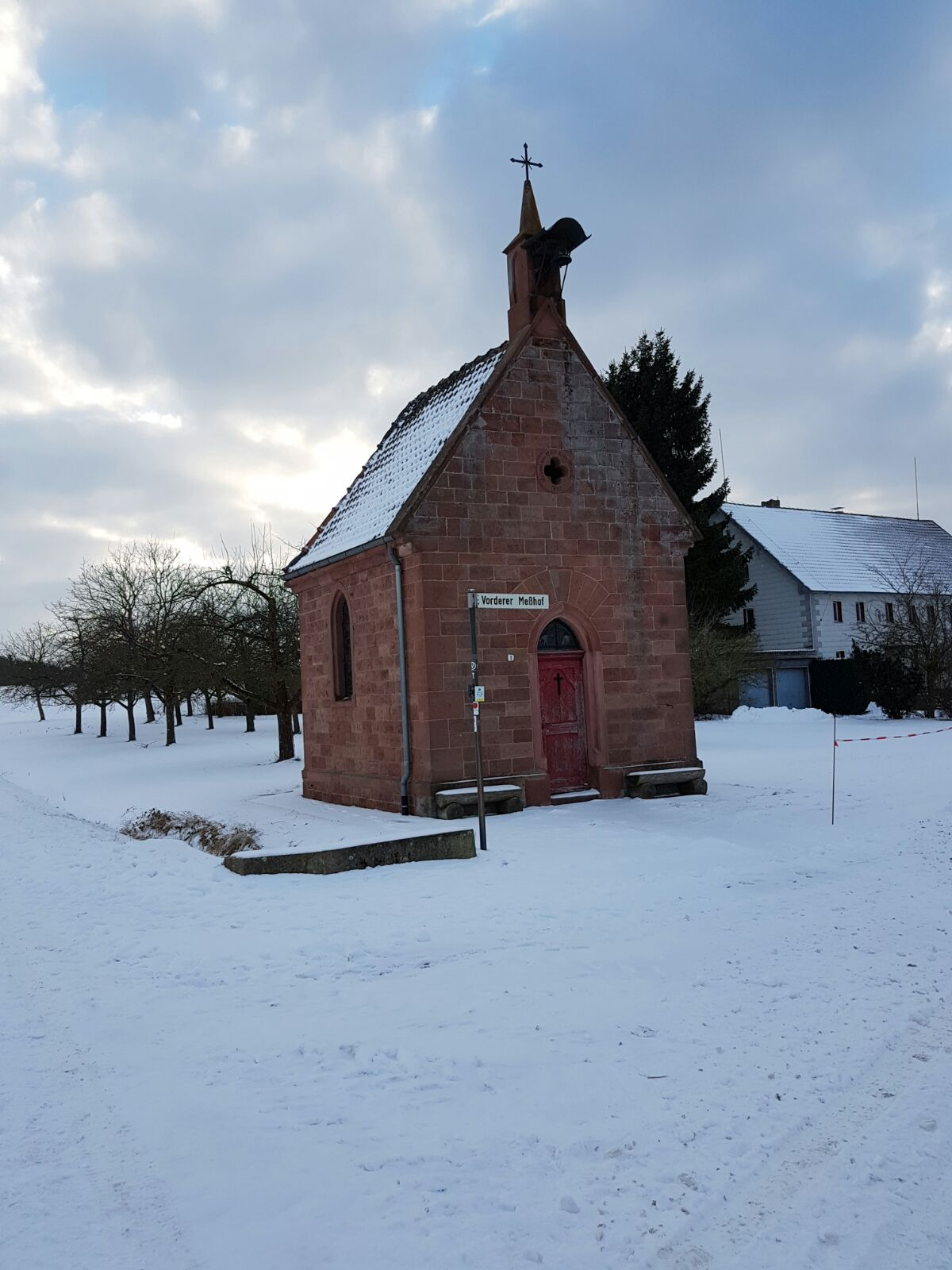
Die Hofkapelle im Vorderen Meßhof

Unweit der Wohnplätze Vorderer und Hinterer Meßhof befinden sich mehrere Kleindenkmale:
- Kleindenkmale Nr. 6 bis 9 auf der Gemarkung des Stadtteils Steinbach
- Hofkapelle im Vorderen Meßhof

## Verkehr
Am Wohnplatz befindet sich die gleichnamige Straße Vorderer Meßhof.